# Danh sách quốc gia theo chỉ số phát triển con người năm 2007
| 0,950 và cao hơn 0,900–0,949 0,850–0,899 0,800–0,849 0,750–0,799 0,700–0,749 | 0,650–0,699 0,600–0,649 0,550–0,599 0,500–0,549 0,450–0,499 0,400–0,449 | 0,350–0,399 0,300–0,349 dưới 0,300 không có số liệu |

Bản đồ thế giới theo chỉ số phát triển con người năm 2006

Dưới đây là thứ tự các nước trên thế giới theo Chỉ số phát triển con người theo Bản báo cáo Phát triển con người năm 2007/2008 của Chương trình Phát triển Liên Hợp Quốc (UNDP), biên soạn trên cơ sở số liệu năm 2005 và được xuất bản ngày 27 tháng 11 năm 2007. Danh sách này bao gồm 175 quốc gia thành viên trên tổng số 192 thành viên Liên Hợp Quốc và hai vùng lãnh thổ là Hồng Kông và Palestin. 17 thành viên khác không xuất hiện trong danh sách này vì thiếu số liệu. Chỉ số phát triển con người của các vùng và các nhóm quốc gia cũng được đưa ra để so sánh.
Chỉ số phát triển con người (HDI) là chỉ số tổng hợp của tuổi thọ trung bình, tỷ lệ biết chữ, giáo dục và các tiêu chuẩn sống để so sánh các quốc gia trên thế giới. Nó là chỉ số tiêu chuẩn của chất lượng cuộc sống, đặc biệt là phúc lợi trẻ em. HDI còn được sử dụng để đánh giá một quốc gia là nước phát triển, nước đang phát triển và nước kém phát triển và cũng là chỉ số xác định sự ảnh hưởng của các chính sách kinh tế đến chất lượng cuộc sống. HDI được phát triển năm 1990 bởi nhà kinh tế người Pakistan Manbub ul Haq và nhà kinh tế Ấn Độ Amartya Sen.
Ở bản đồ thế giới bên cạnh, các quốc gia được xếp vào các nhóm chính là nhóm chỉ số HDI cao, nhóm trung bình và nhóm thấp.
Tham khảo bảng xếp hạng công bố năm 2006 tại đây.

## Danh sách các quốc gia
- = cải thiện vị trí
- = không thay đổi thứ hạng
- = tụt hạng
- Các quốc gia có cùng chỉ số phát triển con người tại bảng không có nghĩa là có cùng thứ hạng bởi chỉ số HDI được tính toán đến con số thứ 6 sau dấu phẩy mà các bảng ở đây không thể hiện.

### Nhóm có chỉ số thấp
| Thứ hạng                 | Thứ hạng                                 | Tên quốc gia | HDI năm 2005 (xuất bản 2007) |
| Năm 2005 (xuất bản 2007) | Thay đổi so với năm 2004 (xuất bản 2006) | Tên quốc gia | HDI năm 2005 (xuất bản 2007) |
| ------------------------ | ---------------------------------------- | ------------ | ---------------------------- |
| 1                        | (1)                                      | Iceland      | 0,968                        |
| 2                        | (1)                                      | Na Uy        | 0,968                        |
| 3                        | (0)                                      | Úc           | 0,1002                       |
| 4                        | (2)                                      | Canada       | 0,961                        |
| 5                        | (1)                                      | Ireland      | 0,960                        |
| 6                        | (1)                                      | Thụy Điển    | 0,957                        |
| 7                        | (2)                                      | Thụy Sĩ      | 0,955                        |
| 8                        | (1)                                      | Nhật Bản     | 0,998                        |
| 9                        | (1)                                      | Hà Lan       | 0,953                        |
| 10                       | (6)                                      | Pháp         | 0,952                        |
| 11                       | (0)                                      | Phần Lan     | 0,952                        |
| 12                       | (4)                                      | Hoa Kỳ       | 0,098                        |
| 13                       | (6)                                      | Tây Ban Nha  | 0,949                        |
| 14                       | (1)                                      | Đan Mạch     | 0,949                        |
| 15                       | (1)                                      | Áo           | 0,948                        |
| 16                       | (2)                                      | Anh Quốc     | 0,946                        |
| 17                       | (4)                                      | Bỉ           | 0,946                        |
| 18                       | (6)                                      | Luxembourg   | 0,944                        |
| 19                       | (1)                                      | New Zealand  | 0,943                        |
| 20                       | (3)                                      | Ý            | 0,941                        |
| 21                       | (1)                                      | Hồng Kông    | 0,937                        |
| 22                       | (1)                                      | Đức          | 0,935                        |
| 23                       | (0)                                      | Israel       | 0,932                        |
| 24                       | (0)                                      | Hy Lạp       | 0,926                        |
| 25                       | (0)                                      | Singapore    | 0,922                        |
| 26                       | (0)                                      | Hàn Quốc     | 0,921                        |
| 27                       | (0)                                      | Slovenia     | 0,917                        |
| 28                       | (1)                                      | Síp          | 0,903                        |
| 29                       | (1)                                      | Bồ Đào Nha   | 0,897                        |
| 30                       | (4)                                      | Brunei       | 0,894                        |
| 31                       | (0)                                      | Barbados     | 0,892                        |
| 32                       | (2)                                      | Cộng hòa Séc | 0,891                        |
| 33                       | (0)                                      | Kuwait       | 0,891                        |
| 34                       | (2)                                      | Malta        | 0,878                        |
| 35                       | (11)                                     | Qatar        | 0,875                        |

| Thứ hạng                 | Thứ hạng                                 | Tên quốc gia                         | HDI năm 2005 (xuất bản 2007) |
| Năm 2005 (xuất bản 2007) | Thay đổi so với năm 2004 (xuất bản 2006) | Tên quốc gia                         | HDI năm 2005 (xuất bản 2007) |
| ------------------------ | ---------------------------------------- | ------------------------------------ | ---------------------------- |
| 36                       | (1)                                      | Hungary                              | 0,874                        |
| 37                       | (0)                                      | Ba Lan                               | 0,870                        |
| 38                       | (2)                                      | Argentina                            | 0,869                        |
| 39                       | (10)                                     | Các Tiểu vương quốc Ả Rập Thống nhất | 0,868                        |
| 40                       | (2)                                      | Chile                                | 0,867                        |
| 41                       | (2)                                      | Bahrain                              | 0,866                        |
| 42                       | (0)                                      | Slovakia                             | 0,863                        |
| 43                       | (2)                                      | Litva                                | 0,862                        |
| 44                       | (4)                                      | Estonia                              | 0,860                        |
| 45                       | (0)                                      | Latvia                               | 0,855                        |
| 46                       | (3)                                      | Uruguay                              | 0,852                        |
| 47                       | (3)                                      | Croatia                              | 0,850                        |
| 48                       | (0)                                      | Costa Rica                           | 0,846                        |
| 49                       | (3)                                      | Bahamas                              | 0,845                        |
| 50                       | (3)                                      | Seychelles                           | 0,843                        |
| 51                       | (1)                                      | Cuba                                 | 0,838                        |
| 52                       | (1)                                      | México                               | 0,829                        |
| 53                       | (1)                                      | Bulgaria                             | 0,824                        |
| 54                       | (3)                                      | Saint Kitts và Nevis                 | 0,821                        |
| 55                       | (0)                                      | Tonga                                | 0,819                        |
| 56                       | (8)                                      | Libya                                | 0,818                        |
| 57                       | (2)                                      | Antigua và Barbuda                   | 0,815                        |
| 58                       | (2)                                      | Oman                                 | 0,814                        |
| 59                       | (2)                                      | Brasil                               | 0,814                        |
| 60                       | (0)                                      | România                              | 0,813                        |
| 61                       | (15)                                     | Ả Rập Xê Út                          | 0,812                        |
| 62                       | (4)                                      | Panama                               | 0,812                        |
| 63                       | (2)                                      | Malaysia                             | 0,811                        |
| 64                       | (3)                                      | Belarus                              | 0,804                        |
| 65                       | (2)                                      | Mauritius                            | 0,804                        |
| 66                       | (4)                                      | Bosna và Hercegovina                 | 0,803                        |
| 67                       | (2)                                      | Nga                                  | 0,946                        |
| 68                       | (5)                                      | Albania                              | 0,801                        |
| 69                       | (3)                                      | Macedonia                            | 0,801                        |
| 70                       | (1)                                      | Nauru                                | 0,800                        |

### Nhóm có chỉ số trung bình
| Thứ hạng                 | Thứ hạng                                 | Tên quốc gia                | HDI năm 2005 (xuất bản 2007) |
| Năm 2005 (xuất bản 2007) | Thay đổi so với năm 2004 (xuất bản 2006) | Tên quốc gia                | HDI năm 2005 (xuất bản 2007) |
| ------------------------ | ---------------------------------------- | --------------------------- | ---------------------------- |
| 71                       | (3)                                      | Dominica                    | 0,798                        |
| 72                       | (1)                                      | Saint Lucia                 | 0,795                        |
| 73                       | (6)                                      | Kazakhstan                  | 0,794                        |
| 74                       | (2)                                      | Venezuela                   | 0,792                        |
| 75                       | (5)                                      | Colombia                    | 0,791                        |
| 76                       | (1)                                      | Ukraina                     | 0,788                        |
| 77                       | (2)                                      | Samoa                       | 0,785                        |
| 78                       | (4)                                      | Thái Lan                    | 0,781                        |
| 79                       | (15)                                     | Cộng hòa Dominica           | 0,779                        |
| 80                       | (15)                                     | Belize                      | 0,778                        |
| 81                       | (0)                                      | Trung Quốc                  | 0,777                        |
| 82                       | (3)                                      | Grenada                     | 0,777                        |
| 83                       | (3)                                      | Armenia                     | 0,775                        |
| 84                       | (8)                                      | Thổ Nhĩ Kỳ                  | 0,775                        |
| 85                       | (4)                                      | Suriname                    | 0,774                        |
| 86                       | (0)                                      | Jordan                      | 0,773                        |
| 87                       | (5)                                      | Perú                        | 0,773                        |
| 88                       | (10)                                     | Liban                       | 0,772                        |
| 89                       | (6)                                      | Ecuador                     | 0,772                        |
| 90                       | (6)                                      | Philippines                 | 0,771                        |
| 91                       | (4)                                      | Tunisia                     | 0,766                        |
| 92                       | (2)                                      | Fiji                        | 0,762                        |
| 93                       | (5)                                      | Saint Vincent và Grenadines | 0,761                        |
| 94                       | (2)                                      | Iran                        | 0,759                        |
| 95                       | (4)                                      | Paraguay                    | 0,755                        |
| 96                       | (1)                                      | Gruzia                      | 0,754                        |
| 97                       | (6)                                      | Guyana                      | 0,750                        |
| 98                       | (1)                                      | Azerbaijan                  | 0,746                        |
| 99                       | (6)                                      | Sri Lanka                   | 0,743                        |
| 100                      | (2)                                      | Maldives                    | 0,741                        |
| 101                      | (3)                                      | Jamaica                     | 0,736                        |
| 102                      | (4)                                      | Cabo Verde                  | 0,736                        |
| 103                      | (2)                                      | El Salvador                 | 0,735                        |
| 104                      | (2)                                      | Algérie                     | 0,733                        |
| 105                      | (4)                                      | Việt Nam                    | 0,733                        |
| 106                      | (6)                                      | Palestine                   | 0,731                        |
| 107                      | (1)                                      | Indonesia                   | 0,728                        |
| 108                      | (1)                                      | Syria                       | 0,724                        |
| 109                      | (4)                                      | Turkmenistan                | 0,713                        |
| 110                      | (2)                                      | Nicaragua                   | 0,710                        |
| 111                      | (3)                                      | Moldova                     | 0,708                        |
| 112                      | (1)                                      | Ai Cập                      | 0,708                        |

| Thứ hạng                 | Thứ hạng                                 | Tên quốc gia         | HDI năm 2005 (xuất bản 2007) |
| Năm 2005 (xuất bản 2007) | Thay đổi so với năm 2004 (xuất bản 2006) | Tên quốc gia         | HDI năm 2005 (xuất bản 2007) |
| ------------------------ | ---------------------------------------- | -------------------- | ---------------------------- |
| 113                      | (0)                                      | Uzbekistan           | 0,702                        |
| 114                      | (2)                                      | Mông Cổ              | 0,700                        |
| 115                      | (2)                                      | Honduras             | 0,700                        |
| 116                      | (6)                                      | Kyrgyzstan           | 0,696                        |
| 117                      | (2)                                      | Bolivia              | 0,695                        |
| 118                      | (0)                                      | Guatemala            | 0,689                        |
| 119                      | (5)                                      | Gabon                | 0,677                        |
| 120                      | (1)                                      | Vanuatu              | 0,674                        |
| 121                      | (0)                                      | Nam Phi              | 0,674                        |
| 122                      | (0)                                      | Tajikistan           | 0,673                        |
| 123                      | (4)                                      | São Tomé và Príncipe | 0,654                        |
| 124                      | (7)                                      | Botswana             | 0,654                        |
| 125                      | (0)                                      | Namibia              | 0,650                        |
| 126                      | (3)                                      | Maroc                | 0,646                        |
| 127                      | (7)                                      | Guinea Xích Đạo      | 0,642                        |
| 128                      | (2)                                      | Ấn Độ                | 0,619                        |
| 129                      | (1)                                      | Quần đảo Solomon     | 0,602                        |
| 130                      | (3)                                      | Lào                  | 0,601                        |
| 131                      | (2)                                      | Campuchia            | 0,598                        |
| 132                      | (2)                                      | Myanmar              | 0,583                        |
| 133                      | (2)                                      | Bhutan               | 0,579                        |
| 134                      | (2)                                      | Comoros              | 0,561                        |
| 135                      | (1)                                      | Ghana                | 0,553                        |
| 136                      | (2)                                      | Pakistan             | 0,551                        |
| 137                      | (16)                                     | Mauritanie           | 0,550                        |
| 138                      | (11)                                     | Lesotho              | 0,549                        |
| 139                      | (1)                                      | Cộng hòa Congo       | 0,548                        |
| 140                      | (3)                                      | Bangladesh           | 0,547                        |
| 141                      | (5)                                      | Eswatini             | 0,547                        |
| 142                      | (4)                                      | Nepal                | 0,534                        |
| 143                      | (0)                                      | Madagascar           | 0,533                        |
| 144                      | (0)                                      | Cameroon             | 0,532                        |
| 145                      | (6)                                      | Papua New Guinea     | 0,530                        |
| 146                      | (8)                                      | Haiti                | 0,529                        |
| 147                      | (6)                                      | Sudan                | 0,526                        |
| 148                      | (4)                                      | Kenya                | 0,521                        |
| 149                      | (1)                                      | Djibouti             | 0,516                        |
| 150                      | (8)                                      | Đông Timor           | 0,514                        |
| 151                      | (0)                                      | Zimbabwe             | 0,513                        |
| 152                      | (5)                                      | Togo                 | 0,512                        |
| 153                      | (3)                                      | Yemen                | 0,508                        |
| 154                      | (9)                                      | Uganda               | 0,505                        |
| 155                      | (0)                                      | Gambia               | 0,502                        |

### Nhóm có chỉ số thấp
| Thứ hạng                 | Thứ hạng                                 | Tên quốc gia | HDI năm 2005 (xuất bản 2007) |
| Năm 2005 (xuất bản 2007) | Thay đổi so với năm 2004 (xuất bản 2006) | Tên quốc gia | HDI năm 2005 (xuất bản 2007) |
| ------------------------ | ---------------------------------------- | ------------ | ---------------------------- |
| 156                      | (0)                                      | Sénégal      | 0,499                        |
| 157                      | (0)                                      | Eritrea      | 0,483                        |
| 158                      | (1)                                      | Nigeria      | 0,470                        |
| 159                      | (3)                                      | Tanzania     | 0,467                        |
| 160                      | (0)                                      | Guinée       | 0,456                        |
| 161                      | (3)                                      | Rwanda       | 0,452                        |
| 162                      | (1)                                      | Angola       | 0,446                        |
| 163                      | (0)                                      | Bénin        | 0,437                        |
| 164                      | (2)                                      | Malawi       | 0,437                        |
| 165                      | (0)                                      | Zambia       | 0,434                        |
| 166                      | (2)                                      | Bờ Biển Ngà  | 0,432                        |

| Thứ hạng                 | Thứ hạng                                 | Tên quốc gia           | HDI năm 2005 (xuất bản 2007) |
| Năm 2005 (xuất bản 2007) | Thay đổi so với năm 2004 (xuất bản 2006) | Tên quốc gia           | HDI năm 2005 (xuất bản 2007) |
| ------------------------ | ---------------------------------------- | ---------------------- | ---------------------------- |
| 167                      | (2)                                      | Burundi                | 0,413                        |
| 168                      | (1)                                      | Cộng hòa Dân chủ Congo | 0,411                        |
| 169                      | (1)                                      | Ethiopia               | 0,406                        |
| 170                      | (1)                                      | Tchad                  | 0,388                        |
| 171                      | (1)                                      | Cộng hòa Trung Phi     | 0,384                        |
| 172                      | (4)                                      | Mozambique             | 0,384                        |
| 173                      | (2)                                      | Mali                   | 0,380                        |
| 174                      | (3)                                      | Niger                  | 0,374                        |
| 175                      | (2)                                      | Guiné-Bissau           | 0,374                        |
| 176                      | (2)                                      | Burkina Faso           | 0,370                        |
| 177                      | (1)                                      | Sierra Leone           | 0,336                        |

### Không có trong báo cáo của UNDP
| Tên quốc gia                  | HDI   | Năm đưa ra chỉ số                 |
| ----------------------------- | ----- | --------------------------------- |
| Trung Hoa Dân Quốc (Đài Loan) | 0,925 | 2006 (nguồn số liệu của năm 2004) |
| Macao, Trung Quốc             | 0,909 | 2006 (nguồn số liệu của năm 2004) |
| Montenegro                    | 0,799 | 2005 (nguồn số liệu của năm 2004) |

| STT                      | STT                                               | Tên quốc gia | HDI năm 2005 (xuất bản 2007) |
| Năm 2005 (xuất bản 2007) | Thay đổi thứ hạng so với năm 2004 (xuất bản 2006) | Tên quốc gia | HDI năm 2005 (xuất bản 2007) |
| Cao                      | Cao                                               | Cao          | Cao                          |
| ------------------------ | ------------------------------------------------- | ------------ | ---------------------------- |
| 1                        | (0)                                               | Canada       | 0,961                        |
| 2                        | (0)                                               | Hoa Kỳ       | 0,951                        |
| 3                        | (0)                                               | Barbados     | 0,892                        |
| 4                        | (0)                                               | Argentina    | 0,869                        |
| 5                        | (0)                                               | Chile        | 0,867                        |
| 6                        | (0)                                               | Uruguay      | 0,852                        |
| 7                        | (0)                                               | Costa Rica   | 0,846                        |
| 8                        | (2)                                               | Bahamas      | 0,845                        |
| 9                        | (1)                                               | Cuba         | 0,838                        |
| 10                       | (1)                                               | México       | 0,829                        |

| STT                      | STT                                               | Tên quốc gia                | HDI năm 2005 (xuất bản 2007) |
| Năm 2005 (xuất bản 2007) | Thay đổi thứ hạng so với năm 2004 (xuất bản 2006) | Tên quốc gia                | HDI năm 2005 (xuất bản 2007) |
| Trung bình               | Trung bình                                        | Trung bình                  | Trung bình                   |
| ------------------------ | ------------------------------------------------- | --------------------------- | ---------------------------- |
| 1                        | (0)                                               | Haiti                       | 0,529                        |
| 2                        | (0)                                               | Guatemala                   | 0,689                        |
| 3                        | (1)                                               | Bolivia                     | 0,695                        |
| 4                        | (1)                                               | Honduras                    | 0,700                        |
| 5                        | (0)                                               | Nicaragua                   | 0,710                        |
| 6                        | (2)                                               | El Salvador                 | 0,735                        |
| 7                        | (1)                                               | Jamaica                     | 0,736                        |
| 8                        | (1)                                               | Guyana                      | 0,750                        |
| 9                        | (2)                                               | Paraguay                    | 0,755                        |
| 10                       | (2)                                               | Saint Vincent và Grenadines | 0,761                        |

| STT                      | STT                                               | Tên quốc gia | HDI năm 2005 (xuất bản 2007) |
| Năm 2005 (xuất bản 2007) | Thay đổi thứ hạng so với năm 2004 (xuất bản 2006) | Tên quốc gia | HDI năm 2005 (xuất bản 2007) |
| Cao                      | Cao                                               | Cao          | Cao                          |
| ------------------------ | ------------------------------------------------- | ------------ | ---------------------------- |
| 1                        | (0)                                               | Canada       | 0,961                        |
| 2                        | (0)                                               | Hoa Kỳ       | 0,951                        |
| 3                        | (0)                                               | Barbados     | 0,892                        |
| 4                        | (0)                                               | Argentina    | 0,869                        |
| 5                        | (0)                                               | Chile        | 0,867                        |
| 6                        | (0)                                               | Uruguay      | 0,852                        |
| 7                        | (0)                                               | Costa Rica   | 0,846                        |
| 8                        | (2)                                               | Bahamas      | 0,845                        |
| 9                        | (1)                                               | Cuba         | 0,838                        |
| 10                       | (1)                                               | México       | 0,829                        |

| STT                      | STT                                               | Tên quốc gia                | HDI năm 2005 (xuất bản 2007) |
| Năm 2005 (xuất bản 2007) | Thay đổi thứ hạng so với năm 2004 (xuất bản 2006) | Tên quốc gia                | HDI năm 2005 (xuất bản 2007) |
| Trung bình               | Trung bình                                        | Trung bình                  | Trung bình                   |
| ------------------------ | ------------------------------------------------- | --------------------------- | ---------------------------- |
| 1                        | (0)                                               | Haiti                       | 0,529                        |
| 2                        | (0)                                               | Guatemala                   | 0,689                        |
| 3                        | (1)                                               | Bolivia                     | 0,695                        |
| 4                        | (1)                                               | Honduras                    | 0,700                        |
| 5                        | (0)                                               | Nicaragua                   | 0,710                        |
| 6                        | (2)                                               | El Salvador                 | 0,735                        |
| 7                        | (1)                                               | Jamaica                     | 0,736                        |
| 8                        | (1)                                               | Guyana                      | 0,750                        |
| 9                        | (2)                                               | Paraguay                    | 0,755                        |
| 10                       | (2)                                               | Saint Vincent và Grenadines | 0,761                        |

| STT                      | STT                                               | Tên quốc gia         | HDI năm 2005 (xuất bản 2007) |
| Năm 2005 (xuất bản 2007) | Thay đổi thứ hạng so với năm 2004 (xuất bản 2006) | Tên quốc gia         | HDI năm 2005 (xuất bản 2007) |
| Cao                      | Cao                                               | Cao                  | Cao                          |
| ------------------------ | ------------------------------------------------- | -------------------- | ---------------------------- |
| 1                        | (0)                                               | Seychelles           | 0,843                        |
| 2                        | (1)                                               | Libya                | 0,818                        |
| 3                        | (1)                                               | Mauritius            | 0,804                        |
| Trung bình               |                                                   |                      |                              |
| 4                        | (0)                                               | Tunisia              | 0,766                        |
| 5                        | (1)                                               | Cabo Verde           | 0,736                        |
| 6                        | (1)                                               | Algérie              | 0,733                        |
| 7                        | (0)                                               | Ai Cập               | 0,708                        |
| 8                        | (3)                                               | Gabon                | 0,677                        |
| 9                        | (0)                                               | Nam Phi              | 0,674                        |
| 10                       | (3)                                               | São Tomé và Príncipe | 0,654                        |

| STT                      | STT                                               | Tên quốc gia           | HDI năm 2005 (xuất bản 2007) |
| Năm 2005 (xuất bản 2007) | Thay đổi thứ hạng so với năm 2004 (xuất bản 2006) | Tên quốc gia           | HDI năm 2005 (xuất bản 2007) |
| Thấp                     | Thấp                                              | Thấp                   | Thấp                         |
| ------------------------ | ------------------------------------------------- | ---------------------- | ---------------------------- |
| 1                        | (1)                                               | Sierra Leone           | 0,336                        |
| 2                        | (2)                                               | Burkina Faso           | 0,370                        |
| 3                        | (2)                                               | Guiné-Bissau           | 0,374                        |
| 4                        | (3)                                               | Niger                  | 0,374                        |
| 5                        | (2)                                               | Mali                   | 0,380                        |
| 6                        | (4)                                               | Mozambique             | 0,384                        |
| 7                        | (1)                                               | Cộng hòa Trung Phi     | 0,384                        |
| 8                        | (1)                                               | Tchad                  | 0,388                        |
| 9                        | (1)                                               | Ethiopia               | 0,406                        |
| 10                       | (1)                                               | Cộng hòa Dân chủ Congo | 0,411                        |

| STT                      | STT                                               | Tên quốc gia         | HDI năm 2005 (xuất bản 2007) |
| Năm 2005 (xuất bản 2007) | Thay đổi thứ hạng so với năm 2004 (xuất bản 2006) | Tên quốc gia         | HDI năm 2005 (xuất bản 2007) |
| Cao                      | Cao                                               | Cao                  | Cao                          |
| ------------------------ | ------------------------------------------------- | -------------------- | ---------------------------- |
| 1                        | (0)                                               | Seychelles           | 0,843                        |
| 2                        | (1)                                               | Libya                | 0,818                        |
| 3                        | (1)                                               | Mauritius            | 0,804                        |
| Trung bình               |                                                   |                      |                              |
| 4                        | (0)                                               | Tunisia              | 0,766                        |
| 5                        | (1)                                               | Cabo Verde           | 0,736                        |
| 6                        | (1)                                               | Algérie              | 0,733                        |
| 7                        | (0)                                               | Ai Cập               | 0,708                        |
| 8                        | (3)                                               | Gabon                | 0,677                        |
| 9                        | (0)                                               | Nam Phi              | 0,674                        |
| 10                       | (3)                                               | São Tomé và Príncipe | 0,654                        |

| STT                      | STT                                               | Tên quốc gia           | HDI năm 2005 (xuất bản 2007) |
| Năm 2005 (xuất bản 2007) | Thay đổi thứ hạng so với năm 2004 (xuất bản 2006) | Tên quốc gia           | HDI năm 2005 (xuất bản 2007) |
| Thấp                     | Thấp                                              | Thấp                   | Thấp                         |
| ------------------------ | ------------------------------------------------- | ---------------------- | ---------------------------- |
| 1                        | (1)                                               | Sierra Leone           | 0,336                        |
| 2                        | (2)                                               | Burkina Faso           | 0,370                        |
| 3                        | (2)                                               | Guiné-Bissau           | 0,374                        |
| 4                        | (3)                                               | Niger                  | 0,374                        |
| 5                        | (2)                                               | Mali                   | 0,380                        |
| 6                        | (4)                                               | Mozambique             | 0,384                        |
| 7                        | (1)                                               | Cộng hòa Trung Phi     | 0,384                        |
| 8                        | (1)                                               | Tchad                  | 0,388                        |
| 9                        | (1)                                               | Ethiopia               | 0,406                        |
| 10                       | (1)                                               | Cộng hòa Dân chủ Congo | 0,411                        |

| STT                      | STT                                               | Tên quốc gia | HDI năm 2005 (xuất bản 2007) |
| Năm 2005 (xuất bản 2007) | Thay đổi thứ hạng so với năm 2004 (xuất bản 2006) | Tên quốc gia | HDI năm 2005 (xuất bản 2007) |
| Cao                      | Cao                                               | Cao          | Cao                          |
| ------------------------ | ------------------------------------------------- | ------------ | ---------------------------- |
| 1                        | (0)                                               | Úc           | 0,962                        |
| 2                        | (0)                                               | Nhật Bản     | 0,953                        |
| 3                        | (0)                                               | New Zealand  | 0,943                        |
| 4                        | (0)                                               | Hồng Kông    | 0,937                        |
| 5                        | (0)                                               | Israel       | 0,932                        |
| 6                        | (0)                                               | Singapore    | 0,922                        |
| 7                        | (0)                                               | Hàn Quốc     | 0,921                        |
| 8                        | (1)                                               | Brunei       | 0,894                        |
| 9                        | (1)                                               | Kuwait       | 0,891                        |
| 10                       | (4)                                               | Qatar        | 0,875                        |

| STT                      | STT                                               | Tên quốc gia     | HDI năm 2005 (xuất bản 2007) |
| Năm 2005 (xuất bản 2007) | Thay đổi thứ hạng so với năm 2004 (xuất bản 2006) | Tên quốc gia     | HDI năm 2005 (xuất bản 2007) |
| Trung bình               | Trung bình                                        | Trung bình       | Trung bình                   |
| ------------------------ | ------------------------------------------------- | ---------------- | ---------------------------- |
| 1                        | (0)                                               | Yemen            | 0,508                        |
| 2                        | (0)                                               | Đông Timor       | 0,514                        |
| 3                        | (0)                                               | Papua New Guinea | 0,530                        |
| 4                        | (0)                                               | Nepal            | 0,534                        |
| 5                        | (0)                                               | Bangladesh       | 0,547                        |
| 6                        | (1)                                               | Pakistan         | 0,551                        |
| 7                        | (1)                                               | Bhutan           | 0,579                        |
| 8                        | (1)                                               | Myanmar          | 0,583                        |
| 9                        | (1)                                               | Campuchia        | 0,598                        |
| 10                       | (2)                                               | Lào              | 0,601                        |

| STT                      | STT                                               | Tên quốc gia | HDI năm 2005 (xuất bản 2007) |
| Năm 2005 (xuất bản 2007) | Thay đổi thứ hạng so với năm 2004 (xuất bản 2006) | Tên quốc gia | HDI năm 2005 (xuất bản 2007) |
| Cao                      | Cao                                               | Cao          | Cao                          |
| ------------------------ | ------------------------------------------------- | ------------ | ---------------------------- |
| 1                        | (0)                                               | Úc           | 0,962                        |
| 2                        | (0)                                               | Nhật Bản     | 0,953                        |
| 3                        | (0)                                               | New Zealand  | 0,943                        |
| 4                        | (0)                                               | Hồng Kông    | 0,937                        |
| 5                        | (0)                                               | Israel       | 0,932                        |
| 6                        | (0)                                               | Singapore    | 0,922                        |
| 7                        | (0)                                               | Hàn Quốc     | 0,921                        |
| 8                        | (1)                                               | Brunei       | 0,894                        |
| 9                        | (1)                                               | Kuwait       | 0,891                        |
| 10                       | (4)                                               | Qatar        | 0,875                        |

| STT                      | STT                                               | Tên quốc gia     | HDI năm 2005 (xuất bản 2007) |
| Năm 2005 (xuất bản 2007) | Thay đổi thứ hạng so với năm 2004 (xuất bản 2006) | Tên quốc gia     | HDI năm 2005 (xuất bản 2007) |
| Trung bình               | Trung bình                                        | Trung bình       | Trung bình                   |
| ------------------------ | ------------------------------------------------- | ---------------- | ---------------------------- |
| 1                        | (0)                                               | Yemen            | 0,508                        |
| 2                        | (0)                                               | Đông Timor       | 0,514                        |
| 3                        | (0)                                               | Papua New Guinea | 0,530                        |
| 4                        | (0)                                               | Nepal            | 0,534                        |
| 5                        | (0)                                               | Bangladesh       | 0,547                        |
| 6                        | (1)                                               | Pakistan         | 0,551                        |
| 7                        | (1)                                               | Bhutan           | 0,579                        |
| 8                        | (1)                                               | Myanmar          | 0,583                        |
| 9                        | (1)                                               | Campuchia        | 0,598                        |
| 10                       | (2)                                               | Lào              | 0,601                        |

| STT                      | STT                                               | Tên quốc gia | HDI năm 2005 (xuất bản 2007) |
| Năm 2005 (xuất bản 2007) | Thay đổi thứ hạng so với năm 2004 (xuất bản 2006) | Tên quốc gia | HDI năm 2005 (xuất bản 2007) |
| Cao                      | Cao                                               | Cao          | Cao                          |
| ------------------------ | ------------------------------------------------- | ------------ | ---------------------------- |
| 1                        | (1)                                               | Iceland      | 0,968                        |
| 2                        | (1)                                               | Na Uy        | 0,968                        |
| 3                        | (0)                                               | Ireland      | 0,959                        |
| 4                        | (0)                                               | Thụy Điển    | 0,956                        |
| 5                        | (0)                                               | Thụy Sĩ      | 0,955                        |
| 6                        | (0)                                               | Hà Lan       | 0,953                        |
| 7                        | (5)                                               | Pháp         | 0,952                        |
| 8                        | (1)                                               | Phần Lan     | 0,952                        |
| 9                        | (6)                                               | Tây Ban Nha  | 0,949                        |
| 10                       | (1)                                               | Đan Mạch     | 0,949                        |

| STT                      | STT                                               | Tên quốc gia         | HDI năm 2005 (xuất bản 2007) |
| Năm 2005 (xuất bản 2007) | Thay đổi thứ hạng so với năm 2004 (xuất bản 2006) | Tên quốc gia         | HDI năm 2005 (xuất bản 2007) |
| Trung bình               | Trung bình                                        | Trung bình           | Trung bình                   |
| ------------------------ | ------------------------------------------------- | -------------------- | ---------------------------- |
| 1                        | (0)                                               | Moldova              | 0,708                        |
| 2                        | (0)                                               | Ukraina              | 0,788                        |
| Cao                      |                                                   |                      |                              |
| 3                        | (2)                                               | Macedonia            | 0,801                        |
| 4                        | (1)                                               | Albania              | 0,801                        |
| 5                        | (2)                                               | Bosna và Hercegovina | 0,803                        |
| 6                        | (2)                                               | Belarus              | 0,804                        |
| 7                        | (1)                                               | România              | 0,813                        |
| 8                        | (1)                                               | Bulgaria             | 0,824                        |
| 9                        | (2)                                               | Croatia              | 0,850                        |
| 10                       | (0)                                               | Latvia               | 0,855                        |

| STT                      | STT                                               | Tên quốc gia | HDI năm 2005 (xuất bản 2007) |
| Năm 2005 (xuất bản 2007) | Thay đổi thứ hạng so với năm 2004 (xuất bản 2006) | Tên quốc gia | HDI năm 2005 (xuất bản 2007) |
| Cao                      | Cao                                               | Cao          | Cao                          |
| ------------------------ | ------------------------------------------------- | ------------ | ---------------------------- |
| 1                        | (1)                                               | Iceland      | 0,968                        |
| 2                        | (1)                                               | Na Uy        | 0,968                        |
| 3                        | (0)                                               | Ireland      | 0,959                        |
| 4                        | (0)                                               | Thụy Điển    | 0,956                        |
| 5                        | (0)                                               | Thụy Sĩ      | 0,955                        |
| 6                        | (0)                                               | Hà Lan       | 0,953                        |
| 7                        | (5)                                               | Pháp         | 0,952                        |
| 8                        | (1)                                               | Phần Lan     | 0,952                        |
| 9                        | (6)                                               | Tây Ban Nha  | 0,949                        |
| 10                       | (1)                                               | Đan Mạch     | 0,949                        |

| STT                      | STT                                               | Tên quốc gia         | HDI năm 2005 (xuất bản 2007) |
| Năm 2005 (xuất bản 2007) | Thay đổi thứ hạng so với năm 2004 (xuất bản 2006) | Tên quốc gia         | HDI năm 2005 (xuất bản 2007) |
| Trung bình               | Trung bình                                        | Trung bình           | Trung bình                   |
| ------------------------ | ------------------------------------------------- | -------------------- | ---------------------------- |
| 1                        | (0)                                               | Moldova              | 0,708                        |
| 2                        | (0)                                               | Ukraina              | 0,788                        |
| Cao                      |                                                   |                      |                              |
| 3                        | (2)                                               | Macedonia            | 0,801                        |
| 4                        | (1)                                               | Albania              | 0,801                        |
| 5                        | (2)                                               | Bosna và Hercegovina | 0,803                        |
| 6                        | (2)                                               | Belarus              | 0,804                        |
| 7                        | (1)                                               | România              | 0,813                        |
| 8                        | (1)                                               | Bulgaria             | 0,824                        |
| 9                        | (2)                                               | Croatia              | 0,850                        |
| 10                       | (0)                                               | Latvia               | 0,855                        |

| Thứ hạng                               | Thứ hạng                                 | Vùng hoặc nhóm nước                          | HDI năm 2005 (xuất bản 2007)    |
| Năm 2005 (xuất bản 2007)               | Thay đổi so với năm 2004 (xuất bản 2006) | Vùng hoặc nhóm nước                          | HDI năm 2005 (xuất bản 2007)    |
| Chỉ số phát triển con người cao        | Chỉ số phát triển con người cao          | Chỉ số phát triển con người cao              | Chỉ số phát triển con người cao |
| -------------------------------------- | ---------------------------------------- | -------------------------------------------- | ------------------------------- |
| 1                                      | (0)                                      | Tổ chức Hợp tác và Phát triển Kinh tế (OECD) | 0,953                           |
| 2                                      | (1)                                      | Tây Âu và Bắc Âu và EU                       | 0,950                           |
| 3                                      | (0)                                      | Mỹ Latinh và vùng Caribê                     | 0,803                           |
| Chỉ số phát triển con người trung bình |                                          |                                              |                                 |
| 4                                      | (0)                                      | Châu Á – Thái Bình Dương                     | 0,771                           |
| -                                      | -                                        | Thế giới                                     | 0,743                           |
| 5                                      | (0)                                      | ASEAN                                        | 0,699                           |
| 6                                      | (0)                                      | Các nước Ả-rập                               | 0,697                           |
| 7                                      | (0)                                      | Các nước đang phát triển                     | 0,691                           |
| 8                                      | (0)                                      | Nam Á                                        | 0,611                           |
| Chỉ số phát triển con người thấp       |                                          |                                              |                                 |
| 9                                      | (0)                                      | Liên hiệp châu Phi                           | 0,493                           |
| 10                                     | (0)                                      | Các quốc gia kém phát triển nhất             | 0,488                           |

| Thứ hạng                 | Thứ hạng                                 | Nhóm nước                       | HDI năm 2005 (xuất bản 2007) |
| năm 2005 (xuất bản 2007) | Thay đổi so với năm 2004 (xuất bản 2006) | Nhóm nước                       | HDI năm 2005 (xuất bản 2007) |
| ------------------------ | ---------------------------------------- | ------------------------------- | ---------------------------- |
| -                        | -                                        | Phát triển con người cao        | 0,997                        |
| -                        | -                                        | Phát triển con người trung bình | 0,698                        |
| -                        | -                                        | Phát triển con người thấp       | 0,436                        |
| -                        | -                                        | Thu nhập đầu người cao          | 0,1036                       |
| -                        | -                                        | Thu nhập đầu người trung bình   | 0,776                        |
| -                        | -                                        | Thu nhập đầu người thấp         | 0,370                        |

| Thứ hạng                               | Thứ hạng                                 | Vùng hoặc nhóm nước                          | HDI năm 2005 (xuất bản 2007)    |
| Năm 2005 (xuất bản 2007)               | Thay đổi so với năm 2004 (xuất bản 2006) | Vùng hoặc nhóm nước                          | HDI năm 2005 (xuất bản 2007)    |
| Chỉ số phát triển con người cao        | Chỉ số phát triển con người cao          | Chỉ số phát triển con người cao              | Chỉ số phát triển con người cao |
| -------------------------------------- | ---------------------------------------- | -------------------------------------------- | ------------------------------- |
| 1                                      | (0)                                      | Tổ chức Hợp tác và Phát triển Kinh tế (OECD) | 0,953                           |
| 2                                      | (1)                                      | Tây Âu và Bắc Âu và EU                       | 0,950                           |
| 3                                      | (0)                                      | Mỹ Latinh và vùng Caribê                     | 0,803                           |
| Chỉ số phát triển con người trung bình |                                          |                                              |                                 |
| 4                                      | (0)                                      | Châu Á – Thái Bình Dương                     | 0,771                           |
| -                                      | -                                        | Thế giới                                     | 0,743                           |
| 5                                      | (0)                                      | ASEAN                                        | 0,699                           |
| 6                                      | (0)                                      | Các nước Ả-rập                               | 0,697                           |
| 7                                      | (0)                                      | Các nước đang phát triển                     | 0,691                           |
| 8                                      | (0)                                      | Nam Á                                        | 0,611                           |
| Chỉ số phát triển con người thấp       |                                          |                                              |                                 |
| 9                                      | (0)                                      | Liên hiệp châu Phi                           | 0,493                           |
| 10                                     | (0)                                      | Các quốc gia kém phát triển nhất             | 0,488                           |

| Thứ hạng                 | Thứ hạng                                 | Nhóm nước                       | HDI năm 2005 (xuất bản 2007) |
| năm 2005 (xuất bản 2007) | Thay đổi so với năm 2004 (xuất bản 2006) | Nhóm nước                       | HDI năm 2005 (xuất bản 2007) |
| ------------------------ | ---------------------------------------- | ------------------------------- | ---------------------------- |
| -                        | -                                        | Phát triển con người cao        | 0,997                        |
| -                        | -                                        | Phát triển con người trung bình | 0,698                        |
| -                        | -                                        | Phát triển con người thấp       | 0,436                        |
| -                        | -                                        | Thu nhập đầu người cao          | 0,1036                       |
| -                        | -                                        | Thu nhập đầu người trung bình   | 0,776                        |
| -                        | -                                        | Thu nhập đầu người thấp         | 0,370                        |

| Năm                  | Năm                     | Quốc gia          | HDI trong báo cáo gần nhất của LHQ |
| 2005 (xuất bản 2007) | Năm có số liệu gần nhất | Quốc gia          | HDI trong báo cáo gần nhất của LHQ |
| -------------------- | ----------------------- | ----------------- | ---------------------------------- |
| -                    | (1999)                  | Monaco            | 0,958                              |
| -                    | (1997)                  | San Marino        | 0,946                              |
| -                    | (1997)                  | Andorra           | 0,944                              |
| -                    | (1997)                  | Tòa Thánh         | n/a                                |
| -                    | (1998)                  | Puerto Rico       | 0,942                              |
| -                    | (1998)                  | Greenland         | 0,927                              |
| -                    | (1998)                  | Palau             | 0,861                              |
| -                    | (1995)                  | CHDCND Triều Tiên | 0,766                              |

| Năm                  | Năm                     | Quốc gia          | HDI trong báo cáo gần nhất của LHQ |
| 2005 (xuất bản 2007) | Năm có số liệu gần nhất | Quốc gia          | HDI trong báo cáo gần nhất của LHQ |
| -------------------- | ----------------------- | ----------------- | ---------------------------------- |
| -                    | (1998)                  | Tuvalu            | 0,583                              |
| -                    | (1998)                  | Micronesia        | 0,569                              |
| -                    | (1999)                  | Iraq              | 0,567                              |
| -                    | (1998)                  | Quần đảo Marshall | 0,563                              |
| -                    | (1998)                  | Kiribati          | 0,515                              |
| -                    | (1993)                  | Liberia           | 0,311                              |
| -                    | (1993)                  | Afghanistan       | 0,229                              |
| -                    | (1993)                  | Somalia           | 0,221                              |
| -                    | -                       | Vatican           | —                                  |

| Năm                  | Năm                     | Quốc gia          | HDI trong báo cáo gần nhất của LHQ |
| 2005 (xuất bản 2007) | Năm có số liệu gần nhất | Quốc gia          | HDI trong báo cáo gần nhất của LHQ |
| -------------------- | ----------------------- | ----------------- | ---------------------------------- |
| -                    | (1999)                  | Monaco            | 0,958                              |
| -                    | (1997)                  | San Marino        | 0,946                              |
| -                    | (1997)                  | Andorra           | 0,944                              |
| -                    | (1997)                  | Tòa Thánh         | n/a                                |
| -                    | (1998)                  | Puerto Rico       | 0,942                              |
| -                    | (1998)                  | Greenland         | 0,927                              |
| -                    | (1998)                  | Palau             | 0,861                              |
| -                    | (1995)                  | CHDCND Triều Tiên | 0,766                              |

| Năm                  | Năm                     | Quốc gia          | HDI trong báo cáo gần nhất của LHQ |
| 2005 (xuất bản 2007) | Năm có số liệu gần nhất | Quốc gia          | HDI trong báo cáo gần nhất của LHQ |
| -------------------- | ----------------------- | ----------------- | ---------------------------------- |
| -                    | (1998)                  | Tuvalu            | 0,583                              |
| -                    | (1998)                  | Micronesia        | 0,569                              |
| -                    | (1999)                  | Iraq              | 0,567                              |
| -                    | (1998)                  | Quần đảo Marshall | 0,563                              |
| -                    | (1998)                  | Kiribati          | 0,515                              |
| -                    | (1993)                  | Liberia           | 0,311                              |
| -                    | (1993)                  | Afghanistan       | 0,229                              |
| -                    | (1993)                  | Somalia           | 0,221                              |
| -                    | -                       | Vatican           | —                                  |